# Erythroxylum duckei
Erythroxylum duckei é uma espécie de planta da família Erythroxylaceae e do gênero Erythroxylum.  

## Taxonomia
O táxon foi descrito oficialmente em 1909 por Jacques Huber.  Seu nome homenageia Adolpho Ducke, botânico brasileiro. 